# Соллерс Алабуга

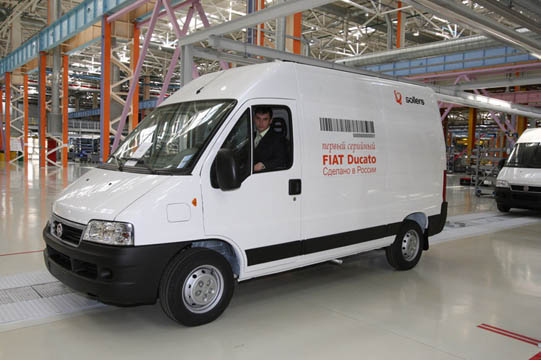
Fiat Ducato собранный в цехах «Соллерс-Елабуга»

Соллерс Алабуга — российское автосборочное предприятие. Расположено на территории особой экономической зоны «Алабуга» в республике Татарстан. Предприятие с 2007 года входит в состав автомобильного холдинга Соллерс.

## История предприятия

### Предыстория

#### ЕлАЗ
Автомобильное предприятие в Елабуге мощностью до 900 тысяч автомобилей марки «ЕлАЗ» должно было появиться на месте строящегося с 1984-го тракторного завода КамТЗ в начале 1990-х годов. В июле 1988 года Совет министров СССР принял постановление, согласно которому ввод первой очереди предполагался в 1991 году, второй — в 1993-м, а третьей — 1995 г. Но в итоге эти планы не были осуществлены. Далее последовали переговоры с рядом компаний, включая Ford, Citroen, FIAT и Daewoo, но они не принесли результатов.

#### СП «ЕлАЗ — General Motors»
К середине 1995 года было заключено соглашение, с американским концерном General Motors об «отверточной» сборке внедорожников Chevrolet Blazer (бразильской версии), которых с 1996 по 1999 год выпустили в количестве 3600 автомобилей, затем было собрано 252 седанов Opel Vectra. После рыночных неудач этих моделей российской сборки деятельность совместного предприятия была приостановлена.

### Соллерс
Несколько лет спустя, в 2007 году, компания Соллерс выкупила у ЕлАЗа цеха принадлежавшие ранее СП «ЕлАЗ — General Motors», с целью наладить в них производство микроавтобусов и фургонов компании Fiat.

#### Fiat
Продуктом совместного производства с итальянской Fiat Auto стал коммерческий автомобиль Fiat Ducato. Первый автомобиль сошёл с конвейера «Соллерс-Елабуга» 27 мая 2008 года. На торжественном запуске конвейера присутствовали генеральный директор компании Соллерс Вадим Швецов, вице-президент Fiat Эцио Бара и премьер-министр РФ Владимир Путин. На заводе выпускалось более 20 различных модификаций Fiat Ducato, среди которых школьный автобус, скорая помощь, маршрутное такси, специальные автомобили для дорожных служб и другие.
В феврале 2011 года Соллерс и Fiat объявили о прекращении партнерских отношений, производство Fiat Ducato в России прекратилось.
Евразийская экономическая комиссия (ЕЭК) рассмотрела обращение ООО «Соллерс-Елабуга» и выполнила расследование поставок автомобилей из ряда стран в Таможенный союз по демпинговым ценам.

#### Ford
В 2011 году компания Ford подписала соглашение с компанией Sollers о создании совместного предприятия. Форд внес в СП завод Форд во Всеволжске и дистрибуторскую сеть. Соллерс внес в СП два своих завода Соллерс-Елабуга и Соллерс — Набережные Челны. Позже СП запустило в работу свой завод двигателей.
Производство автомобилей Ford на заводе Ford Sollers в Елабуге стартовало в 2012 году. До 2019 года предприятие выпускало кроссовер Ford Kuga и внедорожник Ford Explorer. В 2018 году выпуск составил 18 тысяч машин при мощности завода 65 тысяч машин. После реструктуризации производства остался выпуск линейки коммерческих автомобилей Ford Transit по технологии полного цикла. Компания также разрабатывает и производит на существующих мощностях предприятия специальные версии коммерческого транспорта на базе нового Ford Transit адаптированные для нужд российских корпоративных и государственных заказчиков.
В 2015 году на территории ОЭЗ «Алабуга» Ford Sollers запустил завод двигателей. На нем производились три версии бензинового двигателя 1.6 Duratec с распределённым впрыском мощностью 85, 105 и 125 л. с. До середины 2017 года завод выпустил 30 тыс. двигателей, достигнув уровня локализации 78 %.
2 марта 2022 года на фоне санкций в отношении России компания Ford прекратила сборку Ford Transit, а также прекратила поставку запчастей, IT и инжиниринговую поддержку совместного предприятия. 26 октября 2022 года Ford Motor Company вышла из капитала совместного с Соллерс предприятия, продав свой пакет акций (49%) её российскому юрлицу. По условию сделки Ford сохранил за собой право выкупа акций в течение 5-летнего периода.

#### Sollers
После ухода Ford на предприятии началась подготовка к запуску в производство китайских фургонов JAC под брендом Sollers. 26 ноября 2022 года на заводе началась крупноузловая сборка микроавтобусов Sollers Atlant (JAC Sunray) и Sollers Argo (JAC N25/N35).

#### Aurus
В 2019 году было объявлено что ведется переоснащение завода Соллерс-Елабуга для серийного производства автомобилей бренда Aurus (Aurus Senat и Aurus Komendant). В декабре 2020 года началась пробная сварка кузовов Aurus Senat в Елабуге. В марте 2021 года пилотная партия машин, собранных по серийным технологиям на заводе в Елабуге, передана на испытания. Первые поставки клиентам серийных автомобилей елабужской сборки запланированы на май 2021 года.